# Ортовиці
Ортовиці (пол. Ortowice) — село в Польщі, у гміні Берава Кендзежинсько-Козельського повіту Опольського воєводства.
Населення — 338 осіб (2011).

## Демографія
Демографічна структура станом на 31 березня 2011 року:
|          | Загалом | Допрацездатний вік | Працездатний вік | Постпрацездатний вік |
| -------- | ------- | ------------------ | ---------------- | -------------------- |
| Чоловіки | 164     | 23                 | 114              | 27                   |
| Жінки    | 174     | 27                 | 101              | 46                   |
| Разом    | 338     | 50                 | 215              | 73                   |